# Poltava (cuirassé)
Pour les articles homonymes, voir Poltava (homonymie).
Le Poltava (en russe : Полтава) est un cuirassé construit pour la Marine impériale de Russie, sister-ship des cuirassés Sebastopol et Petropavlovsk, tous trois navires de la classe Petropavlovsk. Ces trois cuirassés prirent part à la guerre russo-japonaise de 1904-1905, et connurent une fin tragique : le Petropavlovsk sauta sur une mine le 31 mars 1904, le Sebastopol fut sabordé au large de Port-Arthur, au cours du siège de Port-Arthur, et le Poltava fut sabordé puis renfloué par les Japonais. 
Le Poltava devait son nom à la bataille de Poltava (8 juillet 1709).
Il ne doit pas être confondu avec le Poltava de 1909 de la classe Gangut, qui comprenait aussi le cuirassé Petropavlovsk et le Sebastopol. Ces trois cuirassés furent renommés après la révolution d'Octobre.

## Carrière dans la Marine impériale de Russie
En raison de son excellente navigabilité, le cuirassé Empereur Nicolas Ier fut choisi comme prototype pour la construction du Poltava. 

## Historique duPoltava
Le Poltava fut le dernier navire russe à posséder des chaudières cylindriques. L'électricité à bord était produite par cinq générateurs fabriqués à l'usine Siemens et Halska, 4 de 340 ampères, et 1 de 320 ampères. Les 2 machines à vapeur actionnaient quatre hélices d'un diamètre de 4,5 mètres.
6 projecteurs d'un diamètre de 75 cm avec un angle d'éclairage de 180° à 200°. En 1897, le Poltava et le Sebastopol furent les premiers navires russes équipés du système radio fixe (Popov-Dyukrete) d'un portée maximale de 15 miles, d'un télégraphe sans fil Popov. 
Son dispositif d'ancrage se composait de deux ancre-amiral pesant 6,5 tonnes.
En réponse à une montée de la puissance de la Marine impériale allemande, la marine de Russie lança un programme visant à élargir la flotte de la Baltique dans les années 1890. 
Le Poltava quitta le port de Kronstadt à l'automne 1900, il jeta l'ancre à Port-Arthur le 30 mars 1901. Le cuirassé participa à toutes les expéditions navales.

## Guerre russo-japonaise
Au début de la guerre russo-japonaise, le Poltava était placé sous le commandement du capitaine 1er rang Ivan Petrovitch Ouspensky (1857-?). Dans la nuit du 26 janvier au 27 janvier 1904, le Poltava subit une attaque de destroyers japonais au large de Port-Arthur. Au cours de ces échanges de tirs, le cuirassé ne subit aucun dommage. Le matin du 27 janvier 1904, arrivés sur les lieux de la bataille, deux navires russes engagèrent le combat. Curieusement, malgré le peu de distance les séparant des navires russes, les Japonais ne purent identifier les bâtiments de guerre russes. Selon l'amiral Togo, l'ordre d'attaquer les navires russes fut supprimé. Lors de son retour dans l'avant-port de Port-Arthur, le Poltava fut légèrement endommagé par une collision avec le Sebastopol.

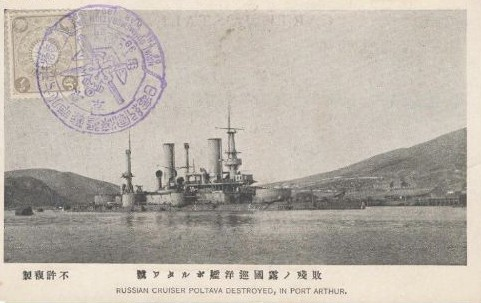
Le Poltava détruit dans Port-Arthur

Dans la nuit du 14 mars 1904, le Poltava coula un navire japonais chargé d'explosifs. 
Le 10 août 1904, avec d'autres cuirassés, le Poltava participa à la bataille de la mer Jaune. Le 22 novembre 1904, après la prise des hauteurs dominant Port-Arthur par les Japonais, ceux-ci procédèrent à des tirs d'artillerie sur les bâtiments de guerre russes ancrés dans le port. Le premier navire atteint par les obus ennemis fut le Poltava : à 13 h 30, un obus de 280 mm atteignit le pont et la soute où étaient entreposés les obus de 47 mm. Les membres d'équipage du Poltava tentèrent d'éteindre l'incendie, sans résultat. L'eau s'engouffra par les impacts laissés par les éclats d'obus et pénétra dans le couloir de l'arbre d'hélice. À 14 heures, deux tonnes de poudre provoquèrent une nouvelle explosion, qui détruisit un grand nombre de cloisons étanches. Avec l'aide d'un autre navire, l'incendie à bord du Poltava put être maitrisé. À 14 h 40, l'eau atteignait le pont du navire.

## Carrière dans la Marine impériale du Japon
Le 8 juillet 1905, Les Japonais procédèrent au renflouement du Poltava. Le 21 juillet de la même année, il fut incorporé dans la flotte impériale du Japon sous le nom de Tango (il devait son nom à la plus ancienne province du Japon dont la capitale est Kyoto). En 1907, après la rénovation de la coque et de l'artillerie, le cuirassé fut remorqué jusqu'au chantier naval Maydzuru où il fut entièrement rénové. Avant la remise du cuirassé aux Japonais, les Russes étaient parvenus à détruire les machines, les chaudières et l'arbre d'hélice. Les tourelles d'artillerie furent remplacées, les tubes lance-torpilles de surface retirés, de sorte que le montant des travaux effectués sur le cuirassé fut extrêmement important. Selon les données japonaises, 16 nouvelles chaudières type Miyabara (déclarations russes après le retour du navire dans la Marine impériale de Russie en 1916), les canons de 305 mm furent remplacés par le système d'armement britannique Armstrong, 8 canons de 76 mm furent installés à la place des 47 mm. En 1909, le Tango fut affecté dans la défense côtière de classe 1, dans la formation de jeunes marins, l'équipage comportait 750 personnes.

## Nouvelle carrière dans la Marine impériale de Russie
Afin de conserver l'un des détroits de la mer Noire, en 1915, les Français et les Britanniques participèrent à l'opération des Dardanelles. La Russie impériale jugea sa présence nécessaire au sein de la flotte franco-britannique, mais la Russie manquait de navires. En outre, les Russes devaient protéger le transport des marchandises et des troupes entre la Russie et ses alliés. Cela exigeant un grand nombre de navires, la Russie se tourna vers le Japon afin de racheter ses navires capturés au cours de la guerre russo-japonaise. Les Japonais acceptèrent de vendre ces bâtiments de guerre pour un montant de 15,5 millions de roubles. Seuls trois navires encore actifs dans la flotte japonaise jetèrent l'ancre dans le port de Vladivostok le 21 mars 1916 : Le Tango, le Sagami (Peresvet) et le Soyya (Varyag). Les deux derniers conservèrent leur nom d'origine et furent inscrits dans la marine russe comme croiseurs, le Poltava reçut le nom de Tchesma (Чесма) et fut inscrit comme dreadnought. 
Le capitaine de 1er rang V.N. Tcherkasov fut nommé commandant du Tchesma, le cuirassé fut affecté dans la flotte de la mer Noire. Afin de procéder à des essais, le 30 mai 1916 le Tchesma prit la mer. Le 19 juin 1916 avec le Peresvet, le cuirassé prit part à une expédition. Le 27 août 1916, le Tchesma jeta l'ancre dans le port d'Aden où les bâtiments de guerre de la Marine impériale de Russie furent repeints en vert. Le 6 septembre 1916, la cuirassé accosta à Port-Saïd, puis se dirigea vers Alexandrie afin de se joindre à la flotte alliée. Mais le Tchesma se révélant inapte en Méditerranée fut affecté dans la flotte de l'Arctique. Le cuirassé atteignit le port d'Alexandrovsk le 3 janvier 1917.

## Carrière dans la Marine soviétique
Le Tchesma ne prit aucune part dans le conflit. Après la Révolution russe, le cuirassé servit dans la Marine soviétique. Capturé par l'Armée Blanche et les Britanniques lors de l'invasion du Nord de la Russie en mars 1920, trop endommagé, aucune réparation ne put être entreprise sur le cuirassé.
Le 16 juin 1921, le Tchesma mouilla dans le port d'Arkhangelsk, et le 3 juillet 1924, il fut rayé des effectifs de la Marine soviétique.    

## Commandants duPoltava
- Ivan Petrovitch Ouspensky
- V.N. Tcherkasov

## Sources et bibliographie
- (en) Tony Gibbons, The Complete Encyclopedia of Battle and Battle Cruiser, 1983.
- (en) R.A Burt, Japanese Battleships, 1897-1945
- SV Suliga, Escadron de guerre, de type « Poltava » (Collection Yauza, Eksmo, 2005)  (ISBN 5-699-13053-5)
- А. Б. Shirokorad, L'Artillerie de navires de la marine russe exercice biennal 1867-1922.  Maritime Collection no 2, 1997